# ایدیاش-کوسکاروو
ایدیاش-کوسکاروو (به لاتین: Idyash-Kuskarovo) یک منطقهٔ مسکونی در روسیه است که در باشقیرستان واقع شده‌است.